# امپراتور یینگ زونگ
امپراتور یینگ زونگ (۱۶ فوریه ۱۰۳۲-۲۵ ژانویه ۱۰۶۷ م.) پنجمین امپراتور دودمان سونگ بود که از ۱۰۶۳ تا ۱۰۶۷ میلادی سلطنت کرد.